# 台湾牛齿兰
台湾牛齿兰（学名：Appendicula formosana）为兰科牛齿兰属下的一个种。其种加词“formosana”意为“台湾的”。
现接受名为Appendicula reflexa var. reflexa。